# ملخکان
ملخکان (نام علمی: Tetrigidae) نام یک تیره از راسته راست‌بالان است.
حشرات این خانواده دارای جثه کوچک، سر کوتاه، شاخک ۹ تا ۲۲ مفصلی و معمولاً ۱۳ تا ۱۵ مفصلی هستند، پیش‌کرده (Pronotum) خیلی طویل و تمام شکم را می‌پوشاند. بالهای رویی به شکل صفحات کوچک بیضی شکل در کنار بدن قرار دارند و بال‌های زیرین طویل‌تر از بالهای رویی و در زیر پیش گرده مخفی است پنجه پاهای جلویی و میانی دو مفصلی و پنجه‌های عقبی سه مفصلی است. گونه‌های این خانواده بیشتر در نواحی گرم و مرطوب انتشار دارند از این خانواده جنس Paratettix از ایران جمع‌آوری شده‌است.